# Mukubani
Mukubani är ett vattendrag i Burundi.   Det ligger i provinsen Muyinga, i den nordöstra delen av landet, 130 km öster om huvudstaden Bujumbura.
I omgivningarna runt Mukubani växer huvudsakligen savannskog. Runt Mukubani är det ganska tätbefolkat, med 60 invånare per kvadratkilometer.